# Kajmán-szigeteki labdarúgó-szövetség
A kajmán-szigeteki labdarúgó-szövetség (angolul: Cayman Islands Football Association) a Kajmán-szigetek nemzeti labdarúgó-szövetsége. 1966-ban alapították. A szövetség szervezi a Kajmán-szigeteki labdarúgó-bajnokságot, működteti a Kajmán-szigeteki labdarúgó-válogatottat.